# 아르메니아장지뱀
아르메니아장지뱀(Armenian lizard)은 장지뱀의 일종이다. 학명은 다레브스키아 아르메니아카(Darevskia armeniaca). 아르메니아고원 고유종이다.